# Julián Soler
Julián Díaz Pavia (Jiménez, Chihuahua, 17 de febrero de 1907 - Ciudad de México, 5 de mayo de 1977), conocido como Julián Soler, fue un actor y director de cine mexicano. Fue miembro de la llamada Dinastía Soler, familia compuesta por actores.

## Biografía y carrera
Dirigió más de 80 filmes, actuó en más de 50 y escribió 16.
Fue el hijo menor de la familia Soler y se le consideró como el primer galán del cine mexicano. Inició su carrera teatral a los dos años de edad en la obra Sangre y democracia, en el Teatro Infanta de Madrid, España. Debutó a los 21 años como actor profesional. En la pantalla grande hizo su primer papel en ¿Cuándo te suicidas? (1931), en Estados Unidos. En 1941 dirigió su primera película mexicana: Me ha besado un hombre, producida por Abel Salazar, a la cual le siguieron 81 cintas, entre comedias y melodramas.
Su película más representativa como actor fue Doña Bárbara (1943), en la cual personificó a Santos Luzardo, del que se enamora la protagonista María Félix y en donde trabajó también su hermano Andrés Soler.
Su última intervención como actor fue en 1977 en El jardín de los cerezos, mientras que como cineasta, su trabajo final fue en el episodio El soplador de vidrio, una historia de humor macabro del filme Los amantes fríos.
Comparado con su hermano Domingo, Julián se interesó en la dirección, siendo su primera película Tormenta en la cumbre —una adaptación de la novela homónima de Sebastián Gabriel Rovira— que también protagonizó y la obra teatral El hombre del paraguas, de William Dinner y William Morum. En 1962 trabajó junto con Dolores del Río y Jorge del Campo en la puesta en escena Espectros, obra de Strindberg y como productor y director Lou Riley.

## Filmografía

### Director
- Me ha besado un hombre (1941)
- El castillo de los monstruos (1958)